# どん底 (ザ・クロマニヨンズの曲)
「どん底」（どんぞこ）は、ザ・クロマニヨンズの16枚目のシングル。2017年8月30日に、自身のレーベルHAPPY SONG RECORDSからリリースされた。

## 解説
- 前作から1年経ってのリリース。通常盤、紙ジャケット仕様の初回仕様限定盤、完全生産限定アナログ盤の3形態で発売。